# HMS Tireless
Le HMS Tireless (pennant number : P327) est un sous-marin de la classe T en service dans la Royal Navy. Il est le premier (et jusqu’à présent, le seul) navire de la Royal Navy à porter le nom de Tireless (en français : infatigable). Sa construction a été autorisée en vertu du Programme d’urgence de guerre de 1941 et sa quille a été posée le 30 octobre 1941 à l’arsenal de Portsmouth. Il fut lancé le 19 mars 1943 et achevé le 18 avril 1945.

## Conception
Les sous-marins de la classe S se sont avérés trop petits pour des opérations lointaines. Il fallut mettre en chantier la classe T qui avait 21 mètres de longueur en plus et un déplacement de 1000 tonnes. Alors que les bâtiments de la classe S avaient seulement six tubes lance-torpilles d'étrave, ceux de la classe T en avaient huit, dont deux dans un bulbe d'étrave, plus deux autres dans la partie mince de la coque au milieu du navire.

## Engagements
Mis en service le 18 avril 1945, vers la fin de la Seconde Guerre mondiale, le HMS Tireless opère en Extrême-Orient entre la fin de 1945 et 1946, puis dans les eaux territoriales britanniques. En 1951, il a été le premier navire de sa classe à être rationalisé à l’arsenal naval de Devonport. En 1953, il participe à la Fleet Review pour célébrer le couronnement de la reine Élisabeth II.
À la fin des années 1950, il est de nouveau modernisé à l’arsenal de Chatham Dockyard. En 1959, le HMS Tireless fait partie de la Home Fleet et participe aux Navy Days à Portsmouth cette année-là . À partir de 1960, le sous-marin a été le premier commandement du futur amiral Sandy Woodward, qui a dirigé les forces de la Royal Navy dans l’Atlantique Sud pendant la guerre des Malouines en 1982.
Il est demeuré en service jusqu’en août 1963, date à laquelle il a été inscrit sur la liste pour être vendu. Il a été démoli en 1968.